# 713년

## 연호
- 당(唐) 선천(先天) 2년 / 개원(開元) 원년
- 일본(日本) 와도(和銅) 6년
- 발해(渤海) 천통(天統) 16년

## 기년
- 당(唐) 현종(玄宗) 2년
- 신라(新羅) 성덕왕(聖德王) 12년
- 발해(渤海) 고왕(高王) 16년

## 사건
- 대조영이 세운 진이 발해로 이름이 바뀜.